# Roger Humphries
Roger Humphries (* 30. ledna 1944) je americký jazzový bubeník. Narodil se v Pittsburghu jako jeden z deseti sourozenců a na bicí začal hrát ve věku čtyř let. Ve čtrnácti se stal profesionálem a o dva roky později vedl kapelu v Carnegie Hall. V roce 1964 začal vystupovat jako součást kvartetu Horace Silvera. Během své kariéry spolupracoval s mnoha dalšími hudebníky, mezi něž patří například Carmell Jones, Woody Shaw, Joe Henderson a Nathan Davis. Rovněž vydal několik vlastních alb.